# Monasterio de Valdescopezo
El monasterio de Valdescopezo (también referido como convento) se encontraba en el municipio español de Medina de Rioseco, en la provincia de Valladolid. Fue demolido a lo largo del siglo XIX.

## Origen
En los primeros años del siglo XV existía una casa o ermita en un pequeño valle cercano a Rioseco llamado Valdescopezo, en el páramo de montes Torozos. Fray Pedro de Santoyo y otros frailes se establecieron en 1429 en dicha casa, viviendo pobremente hasta que el segundo almirante de Castilla, Fadrique I Enríquez, y su segunda mujer, Teresa de Quiñones se ocuparon de ellos y mandaron construir el convento, la iglesia y otras dependencias.

## Descripción

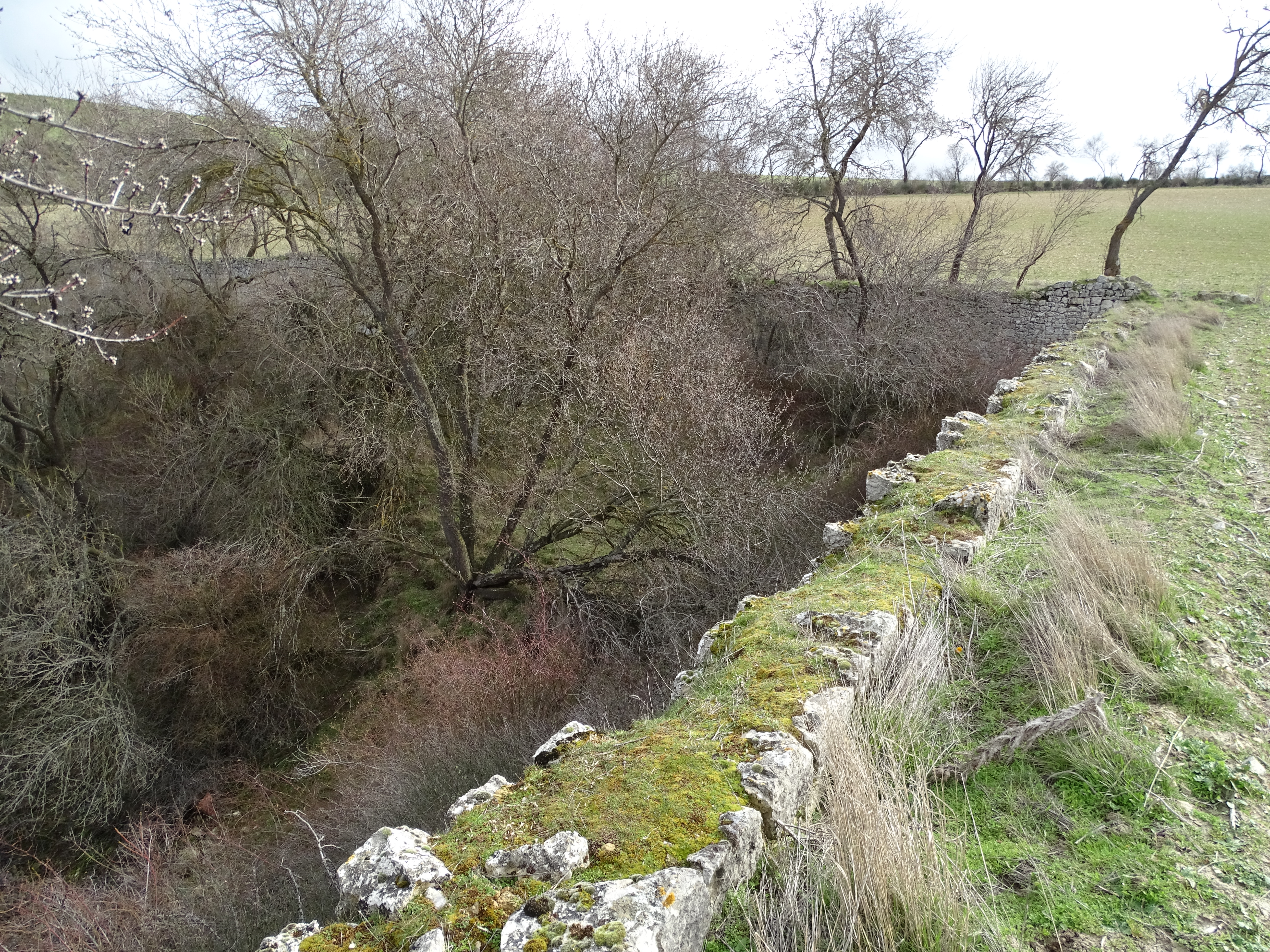
Restos del muro que antaño rodeaba el monasterio

Construido para la orden de los franciscanos recoletos, contaba con el edificio conventual, la iglesia y otros departamentos menores. En la parte trasera llegó a extenderse una gran huerta, guarnecida de cipreses, pinos y otros árboles. En ella existía una fuente, conocida por el nombre de «la Samaritana», cuya fábrica consistía en una larga galería subterránea, horizontal por las entrañas del cerro, construida de sillería. Había también un estanque y una capilla con advocación de San Antonio. Delante de la entrada principal había praderas salpicadas de choperas.
La iglesia del convento, situada en el ala oriental, era una nave sostenida por medias pilastras, con cuatro capillas laterales y cubierta de bóveda ojival guarnecida de filetes y rosetones. En origen era de estilo gótico. Sobre la portería había una lápida colosal que indicaba que el edificio lo mandó construir la casa fundadora y tenía el blasón de la familia ducal de Osuna sucesora de los primeros patronos.

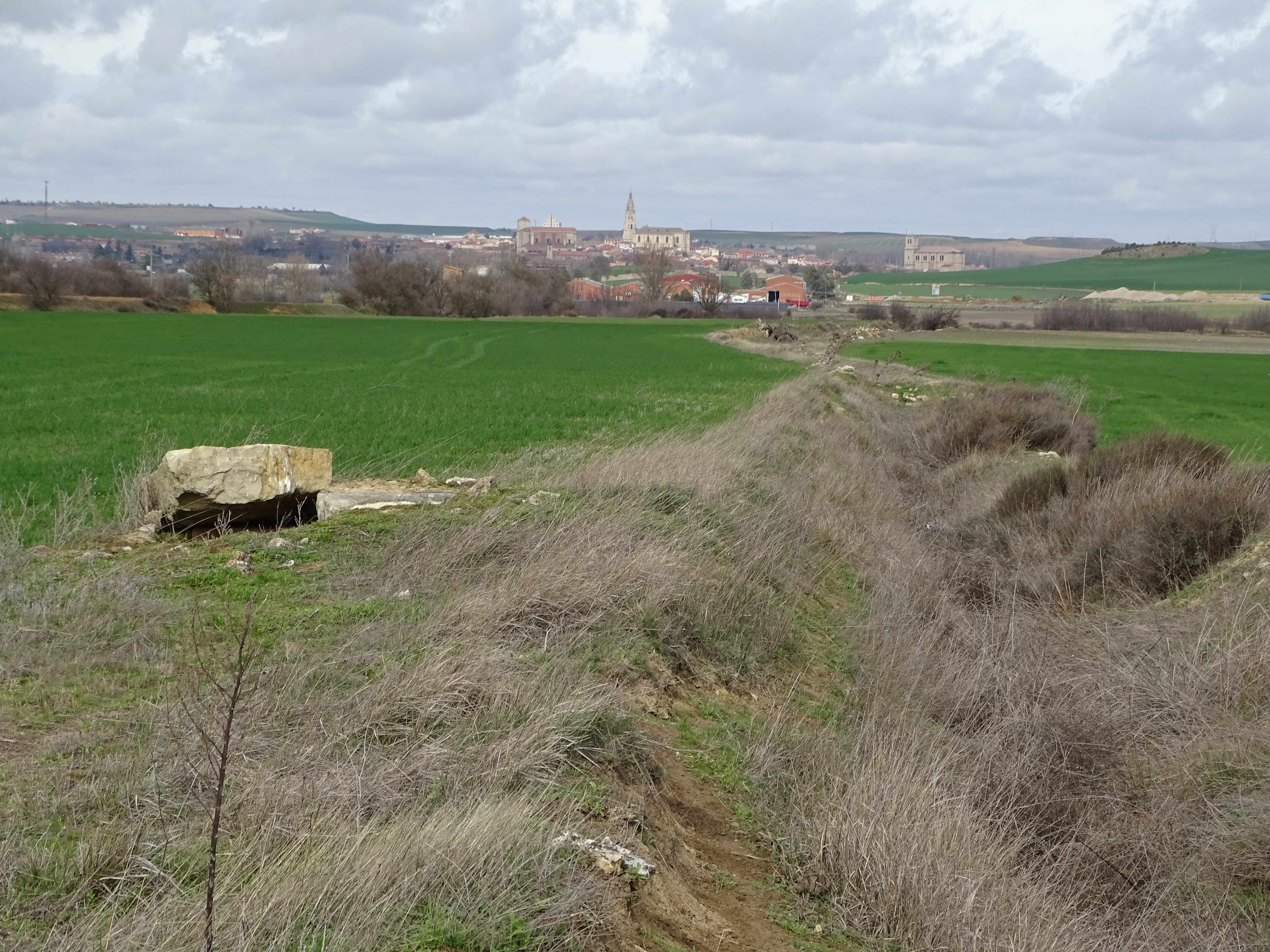
Entorno del antiguo monasterio con la localidad de Medina de Rioseco en segundo plano

Fue panteón de la casa titular del almirantazgo y en él se enterraron los restos de diversos personajes pertenecientes a esta: Fadrique Enríquez y Teresa Fernández de Quiñones y los almirantes Luis, Fernando y Juan Alfonso. En 1853 era ya descrito por Ventura García Escobar como «un árido y despoblado erial»; fue demolido en la primera mitad del siglo XIX. Según el Diccionario geográfico-estadístico-histórico de España y sus posesiones de Ultramar «fué demolido por la empresa del canal de Castilla».